# Laevophiloscia michaelseni
Laevophiloscia michaelseni är en kräftdjursart som beskrevs av Albert Vandel 1973. Laevophiloscia michaelseni ingår i släktet Laevophiloscia och familjen Philosciidae. Inga underarter finns listade i Catalogue of Life.